# Eugen Guglia

Eugen Guglia, 1896

Eugen Guglia (* 24. August 1857 in Wien, Kaisertum Österreich; † 8. Juli 1919 in Graz) war ein österreichischer Historiker, Journalist und Schriftsteller.

## Leben und Wirken
Eugen Guglia studierte an der Universität Wien Geschichte bei Max Büdinger, Ottokar Lorenz und Heinrich von Zeißberg und Philologie bei Karl Tomaschek und Adolf Mussafia. 1882 wurde er zum Dr. phil. promoviert. Anschließend war er Mittelschullehrer, unter anderem von 1885 bis 1887 in Prag und von 1887 bis 1892 in Währing. In dieser Zeit verfasste er im Auftrag des Zweiges „Wien und Umgebung“ des „Allgemeinen Niederösterreichischen Volksbildungsvereins“ das Werk Geschichte der Stadt Wien, das 1892 im Verlag Tempsky erschien.
Von 1883 bis 1901 war er Professor für Geschichte und Deutsche Literatur am Theresianum in Wien. Dort war Heinrich von Srbik einer seiner Schüler. Ab 1902 war er Lehrer an der k.u.k. Kriegsschule, wo unter anderem Edmund Glaise-Horstenau sein Schüler war.
Guglia war von 1901 bis 1909 Chefredakteur der Wiener Zeitung, wo Jakob Julius David ab 1903 einer seiner Mitarbeiter war. 1908 gab er das Werk Wien. Ein Führer durch Stadt und Umgebung heraus, 1909 wurde er zum Hofrat ernannt. 1910 habilitierte er sich an der Technischen Hochschule Wien und wurde Dozent für Allgemeine Neuere Geschichte. 1919 wurde er an die Universität Graz berufen. Kurz darauf verstarb er und wurde auf dem Friedhof St. Leonhard beerdigt.
Eugen Guglia beschäftigte sich mit der Geschichte Österreichs und von Wien, er veröffentlichte Novellen und Theaterstücke, für mehrere deutsche und österreichische Zeitungen schrieb er Artikel, Feuilletons, Essays und Kritiken. Für das von Anton Bettelheim herausgegebene Werk Biographisches Jahrbuch und deutscher Nekrolog und die Allgemeine Deutsche Biographie verfasste er Biografien. Seine Biografie von Friedrich Mitterwurzer wurde von Zeitgenossen diskutiert, insbesondere gab es eine Auseinandersetzung mit Hugo von Hofmannsthal. Nach dem Tod von Friedrich Mitterwurzer verfasste er den lyrischen Nachruf An Friedrich Mitterwurzer „von seinem Biographen und langjährigen Freund“.
Guglia war auch als Übersetzer tätig. So übersetzte er Werke von Gabriele D’Annunzio, um ihn im deutschsprachigen Raum bekannt zu machen. Er übersetzte unter anderem Die sieben Brunnen und weitere Teile aus Le Vergini delle Rocce (= Die Jungfrauen vom Felsen) und Römische Elegien (= Elegie romane). Dabei wurde er unter anderem auch von Hermann Ubell unterstützt.
Der Historiker und Naturforscher Otto Guglia (1904–1984) war sein Sohn.
1959 wurde in Wien-Breitenlee die Gugliagasse nach ihm benannt.

## Schriften
- (Hrsg.): Friedrich von Gentz: Österreichische Manifeste von 1809 und 1813. Graeser, Wien 1888, OCLC 1068592594.
- Das Begräbnis des Schauspielers und andere Novellen. Hartleben, Leipzig 1890.
- Die konservativen Elemente Frankreichs am Vorabend der Revolution. Zustände und Personen. Perthes, Gotha 1890 (Textarchiv – Internet Archive).
- Geschichte der Stadt Wien. Tempsky, Wien 1892 (Textarchiv – Internet Archive).
- Leopold von Rankes Leben und Werke. Grunow, Leipzig 1893 (Textarchiv – Internet Archive). Nachdruck unter dem Titel Rankes Leben und Werke. HZ, Hannover 2007, ISBN 978-3-939659-48-8.
- Friedrich Mitterwurzer. Gerold, Wien 1896, OCLC 250714109.
- Kaiserin Maria Ludovica von Österreich (1787–1816). Nach ungedruckten Briefen. Graeser, Wien 1894 (Textarchiv – Internet Archive).
- Karl Ferdinand Mautner von Markhof (Hrsg.): Die Wiener Stiftungen. Ein Handbuch. Bearbeitet von Eugen Guglia. Gerold, Wien 1895 (Eintrag im Österreichischen Bibliothekenverbund).
- Der Wiener Kongress, seine Fürsten und Staatsmänner. In: Der Wiener Kongress. Eine Dokumentation. 1896. Nachdruck: Harenberg, Dortmund 1983, ISBN 978-3-88379-414-3.
- Noch eine Reise nach Italien. Tagebuchblätter. Meyer, Leipzig/Berlin 1900, OCLC 250714924.
- Friedrich von Gentz. Eine biographische Studie. Wiener Verlag, Wien 1901, OCLC 836671676.
- Nachtwandler. Alter. Festspiel. 3 Dramen. Stern, Wien 1903, OCLC 70469692.
- Der unglückliche Liebhaber oder Die tugendhafte Frau. Lustspiel. Stern, Wien 1903, OCLC 462148003.
- Studien zur Geschichte des V. Laterankonzils (= Sitzungsberichte der Philosophisch-Historischen Classe der Kaiserlichen Akademie der Wissenschaften. Band 152). Hölder, Wien 1906, OCLC 50326829.
- (Hrsg.): Wien. Ein Führer durch Stadt und Umgebung. Gerlach & Wiedling, Wien 1908, OCLC 313661772 (Digitalisat).
- Das Theresianum in Wien. Vergangenheit und Gegenwart. Schroll, Wien 1912 (Textarchiv – Internet Archive). Neuauflage bearbeitet und ergänzt von Rudolf Taschner. Böhlau, Wien/Köln/Weimar 1996, ISBN 978-3-205-98510-5.
- Knaben. Meyer & Jessen, Berlin 1913, DNB 361447302.
- Das Buch von der Nachfolge Goethes. Meyer & Jessen, Berlin 1913, DNB 362488614.
- Die Geburts-, Sterbe- und Grabstätten der römisch-deutschen Kaiser und Könige. Schroll, Wien 1914, DNB 361447299.
- Maria Theresia. Ihr Leben und ihre Regierung. 2 Bände. Oldenbourg, München/Berlin 1917, DNB 560534566 (Band 1: Textarchiv – Internet Archive, Band 2: Textarchiv – Internet Archive).
- Kaiserin Maria Theresia. Schulbücherverlag, Wien/Prag 1918, DNB 580049809.
- (Hrsg.): Friedrich von Gentz: Vorwort zu den „Fragmenten aus der neuesten Geschichte des politischen Gleichgewichts in Europa“ 1806. Haase, Leipzig/Prag/Wien 1918, DNB 579932265.